# Duo Gisbranco
Gisbranco é um duo musical brasileiro formado pelas pianistas Bianca Gismonti e Claudia Castelo Branco. Interpretam músicas de Moacir Santos, Chico César, Egberto Gismonti (compositor e pai da Bianca), Hermeto Pascoal, Astor Piazzolla (entre outros), além de composições próprias.